# Tephrosia maculata
Tephrosia maculata är en ärtväxtart som beskrevs av Elmer Drew Merrill och Lily May Perry. Tephrosia maculata ingår i släktet Tephrosia och familjen ärtväxter.

## Underarter
Arten delas in i följande underarter:
- T. m. appressepilosa
- T. m. elongata
- T. m. maculata